# Baseodiscus filholi
Baseodiscus filholi är en djurart som tillhör fylumet slemmaskar, och som först beskrevs av Louis Joubin 1902.  Baseodiscus filholi ingår i släktet Baseodiscus och familjen Valenciniidae. Inga underarter finns listade i Catalogue of Life.